# 成田常吉
成田 常吉（なりたつねきち、文久2年（1862年）2月1日 - 昭和4年（1929年）は、明治の写真師。

## 来歴
文久2年、父、福井藩士・成田半之助・母、豊田サクの二男として生まれる。

長男・五郎（吾郎、市之丞）、三男・孝　四男・豊四郎の四兄弟。長男（兄）・ 成田五郎（吾郎、市之丞）は内務省、外務省領事、従六位勲五等。妻は福井武生の造り酒屋の娘・マサ。 五男二女をもうける。
- 1872年（明治5年）、福井藩の儒学者・清田丹蔵(清田松堂)の清田塾で漢学を学ぶ。
- 1872年（明治5年）、福井藩中学校に入学。
- 1873年（明治6年）、上京。
- 1874年（明治7年）、木津幸吉の斡旋により横山松三郎の門人となった。[5][2]
- 1877年（明治10年）、疋田敬蔵の玄々堂で西洋画を学ぶ。
- 1879年（明治12年）、大蔵省印刷局写真科技生となり、御雇外国人バロン・フォン・スティルフリード（シュティルフリート）から写真術を学ぶ。[5]
- 1882年（明治15年）、丸木利陽の許で助手を務める。
- 1883年（明治16年）、鈴木真一の許で写真彩色の助手を務める[2]。
- 1886年（明治19年）、五十嵐与七に写真術を教える。
- 1888年（明治21年）、洋画家の山本芳翠、合田清等が東京で組合絵画業を開始する際、写真部を担当。
- 1889年（明治22年）、山本芳翠と共に伊藤博文、大山巌等の沖縄視察に同行し撮影。
- 1890年（明治23年）、宮内省から命じられ、皇居御造営落成の宮殿内外の撮影。
- 1890年（明治23年）、江木保男と契約し、翌年開業の東京新橋丸屋町三番地で江木写真館銀座支店の技師となる[2]。
- 1907年（明治40年）、同店を退館。
- 1908年（明治41年）、日比谷公園幸門内（現在の内幸町）で写真館を開業[6]。
- 1929年（昭和4年）、死去。享年68歳[7]。

## エピソード
1万円札に肖像として使用された福沢諭吉の写真は、明治24年に支店の開業間もなく成田常吉撮影と推測されている。オリジナルの鶏卵紙は、慶応大学アート・センターに所管されアーカイブ保存されている。なお江木写真店は慶應義塾と関係が深く、『慶應義塾校舎一覧』（慶應義塾図書館所蔵、7X@A10@1）も作成している。